# Амантіно Мансіні
Алесса́ндро Файо́льє Аманті́но Мансі́ні (нар. 1 серпня 1980, Іпатінга) — бразильський футболіст італійського походження, грав на позиції півзахисника. Після завершення кар'єри — футбольний тренер.

## Клубна кар'єра
Народився у містечку Іпатінга, що розташоване за 217 км від Белу-Оризонті, столиці штату Мінас-Жерайс.
Перший клуб: «Атлетіку Мінейру».
Дебютував в Серії А 31 серпня 2003 року у матчі проти «Удінезе» (1:2). З «Ромою» двічі здобув Кубок Італії (2007, 2008). З «Інтером» переміг у серії A у сезоні 2008—2009.
5 січня 2011 року він підписав трирічний контракт зі своїм першим клубом «Атлетіко Мінейро».

## Досягнення
- Чемпіон штату Мінас-Жераїс (1999, 2000)
- Чемпіон Італії (1):

«Інтернаціонале»: 2008-09
- Володар Кубка Італії (2):

«Рома»: 2006-07, 2007-08
- Володар Суперкубка Італії з футболу (3):

«Рома»: 2007: «Інтернаціонале»: 2008, 2010
- Володар Кубка Америки (1):

Збірна Бразилії: 2004